# Natal'ja Rozenel'
Natal'ja Rozenel' (22 aprile 1900 – Mosca, 22 settembre 1962) è stata un'attrice sovietica.

## Filmografia parziale

### Attrice
- Il matrimonio dell'orso (1925)
- Miss Mend (1926)
- Salamandra (1928)